# Капишана
Капишана (Amniapé, Canoé, Canoê, Guarategaja, Guaratégaya, Guaratira, Kanoé, Kanoê, Kapishana, Kapishanã, Kapixana, Kapixaná, Koaratira, Mekem) — почти исчезнувший изолированный индейский язык, на котором говорит народ капишана (каноэ), проживающий в районе Гуапоре штата Рондония в Бразилии. В настоящее время народ говорит на португальском языке.
В течение долгого времени капишана был неклассифицирован. Были выдвинуты различные предложения, но было мало доказательств; Прайс (1978), например, думал, что каноэ мог бы быть одним из намбикварских языков. Когда он в конце концов был описан более подробно Бэйсларом (2004), то оказалось, что он был изолятом.
Общее население народа каноэ состоит из 100 человек, из которых только три старейшины говорят на этом языке. Однако, в 1995 году открытие изолированной языковой семьи из двух одноязычных (монолингвов) взрослых людей и 2-летнего ребёнка удвоило известное население и этим продемонстрировало, что язык живой.